# Redondo (freguesia)

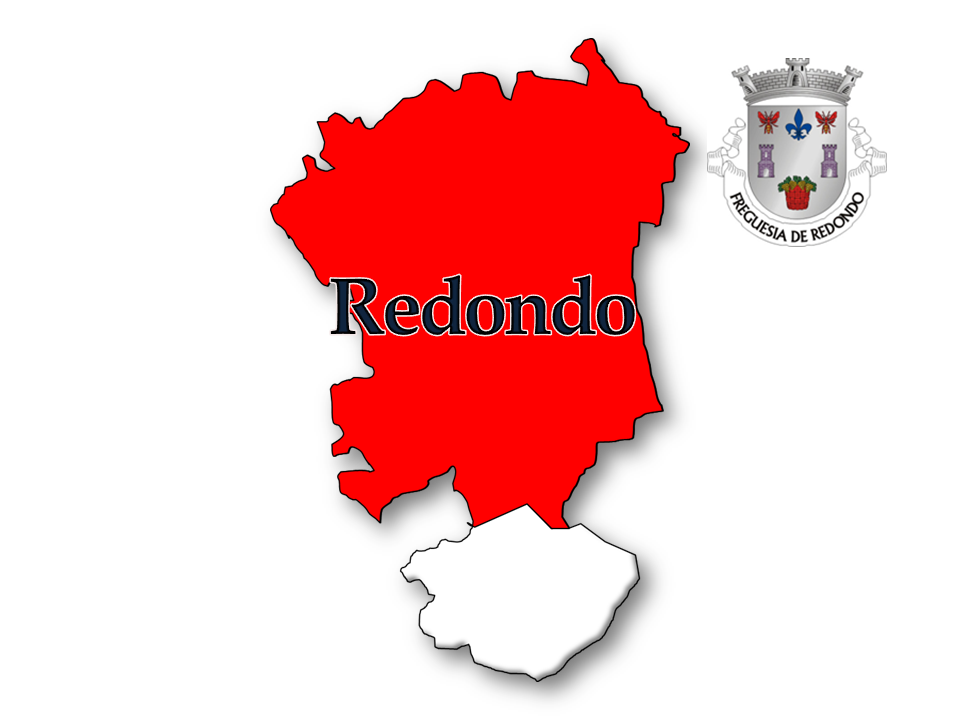
Localização da Freguesia de Redondo no Município do Redondo

A Freguesia de Redondo é uma freguesia portuguesa do Município de Redondo, com 307,94 km² de área e 5257 habitantes (censo de 2021), tendo, por isso, uma densidade populacional de 17,1 hab./km².

## Demografia
A população registada nos censos foi:
| Distribuição da População por Grupos Etários | Distribuição da População por Grupos Etários | Distribuição da População por Grupos Etários | Distribuição da População por Grupos Etários | Distribuição da População por Grupos Etários |
| -------------------------------------------- | -------------------------------------------- | -------------------------------------------- | -------------------------------------------- | -------------------------------------------- |
| Ano                                          | 0-14 Anos                                    | 15-24 Anos                                   | 25-64 Anos                                   | > 65 Anos                                    |
| 2001                                         | 849                                          | 847                                          | 3002                                         | 1317                                         |
| 2011                                         | 747                                          | 587                                          | 3041                                         | 1358                                         |
| 2021                                         | 591                                          | 522                                          | 2731                                         | 1413                                         |

## Património
- Pelourinho de Santa Suzana
- Igreja de Santa Suzana
- Peso Lagar Romano e Relógio Solar de Santa Suzana
- Anta da Vidigueira
- Anta da Herdade das Dessouras ou Anta da Herdade das Tessouras
- Anta da Herdade da Candieira
- Anta da Herdade das Casas Novas
- Pelourinho de Redondo
- Prédio militar n.º 1, constituído por restos de muralha e torre de menagem do Castelo de Redondo
- Igreja do Orfanato de Nossa Senhora da Saúde ou Igreja do Colégio de Nossa Senhora da Saúde
- Igreja da Misericórdia do Redondo ou Igreja do Hospital da Santa Casa da Misericórdia
- Convento de São Paulo ou Convento de São Paulo da Serra de Ossa ou Convento da Serra D'Ossa

## Aldeias
- Foros da Fonte Seca
- Santa Suzana
- Aldeia da Serra
- Freixo
- Vinhas

## Gastronomia
A gastronomia do Redondo é rica e variada, sendo de destacar na vila produtos de qualidade e prestígio, como o queijo, o vinho, o mel, o azeite, os enchidos e o pão. Todos estes alimentos servem de cartão-de-visita do Redondo.
Destes produtos, o mais conhecido é o vinho uma vez que algum dele se encontra à venda em hipermercados. Ao falarmos do Redondo temos obrigatoriamente de falar da cultura da vinha, de onde é produzido um vinho incomparável, que se tem mantido desde os primórdios da humanidade que está ligado à história e à cultura deste povo. Neste território, a cultura da vinha é anterior à ocupação romana, mas foi com estes que a vinha e a exploração agrícola conheceram um considerável avanço. Mas existem ainda algumas marcas deixadas pelos romanos através dos equipamentos, que ainda hoje são conhecidos e alguns utilizados pelas pessoas que nelas trabalham. Como por exemplo as talhas que são utilizadas para a fermentação, conservação, transporte e armazenamento do vinho no Alentejo.
A Adega Cooperativa do Redondo tem vários tipos de vinho mas onde o mais famoso é o Anta da Serra e o Porta da Ravessa, que têm variação de branco e tinto.
Os queijos artesanais são produzidos por técnicas tradicionais que incluem designadamente, as condições de produção de leite, higiene na ordenha, conservação do leite e o fabrico do produto.
Comercialmente estes queijos podem ter três tipos. Os queijos pequenos de uma pasta dura de peso entre as 60g e 90g. Os queijos de merendeira que podem ser de pasta dura com peso entre 120g e 200g. E os de pasta semi-dura com peso de 200g a 300g.
A tradição deste concelho, é de queijo de alta qualidade, protegidos por regulamentação que DOP (Denominação de Origem Protegida) e a IGP (Indicação Geográfica Protegida). Estes têm o seu nome regulamentado por legislação própria que os vai proteger de quaisquer imitação e falsificação, garantindo a sua qualidade e carácter genuíno.
O mel produzido no Redondo tem uma cor clara. Mas a tonalidade depende da região em que é produzido e da sua composição plínica (da flora que serve de pasto às abelhas). A cristalização deste mel é fina e compacta. É proveniente da abelha Apis melífera. Este mel é proveniente das pastagens naturais das serras. Existem vários tipos de mel: o Rosmaninho, o Soagem, de Eucalipto, de Laranjeira e o Multifloral.
O azeite esteve desde sempre ligado aos hábitos alimentares deste povo, estando não só ligado à alimentação que faz uso abundante do mesmo, mas também a conservação de alimentos que eram guardado dentro de azeite para poderem ser conservados de um ano para o outro.
São típicos desta região os azeites espessos, frutados, com cor amarela e por vezes esverdeados. É um produto de especial qualidade e de preservada garantia que nos oferece a natureza.
Os enchidos são uma das atracções na gastronomia porque o Alentejo é um dos destinos da matança do porco, e da preparação dos enchidos onde são seleccionados os melhores pedaços para a sua elaboração. Era também tradição as famílias numerosas matarem dois porcos de onde retiravam dois presuntos e a restante carne ficava para os enchidos. Existem vários tipos de enchidos como o paio, a linguiça, o painho, a cacholeira e as farinheiras. Onde cada uma tem as suas próprias característica, sendo o mais apreciado o paio.
Como não poderia deixar de ser, todos estes alimentos terão de ser acompanhados com um bom pão alentejano, sendo que no Redondo o pão mais produzido continua a ser o pão de trigo, que no Alentejo é tradicionalmente utilizado nas sopas.

## Política

### Eleições autárquicas

#### Junta de Freguesia
| Data | %            | M            | %     | M  | %      | M      | %       | M       | %     | M   | %       | M       |
| Data | FEPU/APU/CDU | FEPU/APU/CDU | PS    | PS | CDS-PP | CDS-PP | PPD/PSD | PPD/PSD | IND   | IND | PSD-CDS | PSD-CDS |
| ---- | ------------ | ------------ | ----- | -- | ------ | ------ | ------- | ------- | ----- | --- | ------- | ------- |
| 1976 | 42,65        | 4            | 34,29 | 4  | 16,52  | 1      | -       | -       | -     | -   |         |         |
| 1979 | 49,19        | 7            | 18,6  | 2  | -      | -      | 29,87   | 4       | -     | -   |         |         |
| 1982 | 46,61        | 9            | 28,22 | 5  | -      | -      | 25,17   | 5       | -     | -   |         |         |
| 1985 | 58,53        | 8            | 41,47 | 5  | -      | -      | -       | -       | -     | -   |         |         |
| 1989 | 55,19        | 8            | 17,32 | 2  | -      | -      | 23,88   | 3       | -     | -   |         |         |
| 1993 | 63,62        | 9            | 17,92 | 2  | -      | -      | 13,46   | 2       | -     | -   |         |         |
| 1997 | 65,07        | 9            | 16,04 | 2  | -      | -      | 14,28   | 2       | -     | -   |         |         |
| 2001 | 54,20        | 8            | 15,62 | 2  | -      | -      | 27,05   | 3       | -     | -   |         |         |
| 2005 | 10,49        | 1            | 28,72 | 4  | -      | -      | 9,69    | 1       | 48,76 | 7   |         |         |
| 2009 | 8,68         | 1            | 26,05 | 3  | -      | -      | 8,53    | 1       | 54,44 | 8   |         |         |
| 2013 | 12,80        | 1            | 21,01 | 3  | -      | -      | -       | -       | 54,17 | 8   | 8,11    | 1       |
| 2017 | 16,85        | 1            | 16,53 | 1  | -      | -      | -       | -       | 27,99 | 3   | 35,83   | 4       |